# Phelps City (Misuri)
Phelps City es un lugar designado por el censo ubicado en el condado de Atchison en el estado estadounidense de Misuri. En el Censo de 2010 tenía una población de 24 habitantes y una densidad poblacional de 18,8 personas por km².

## Geografía
Phelps City se encuentra ubicado en las coordenadas 40°24′2″N 95°35′42″O / 40.40056, -95.59500. Según la Oficina del Censo de los Estados Unidos, Phelps City tiene una superficie total de 1.28 km², de la cual 1.28 km² corresponden a tierra firme y (0%) 0 km² es agua.

## Demografía
Según el censo de 2010, había 24 personas residiendo en Phelps City. La densidad de población era de 18,8 hab./km². De los 24 habitantes, Phelps City estaba compuesto por el 100% blancos, el 0% eran afroamericanos, el 0% eran amerindios, el 0% eran asiáticos, el 0% eran isleños del Pacífico, el 0% eran de otras razas y el 0% pertenecían a dos o más razas. Del total de la población el 0% eran hispanos o latinos de cualquier raza.